# Alexandra Chando
Alexandra Chando (Bethlehem, Pensylvania; 28 de julio de 1986) es una actriz estadounidense, más conocida por participar en la telenovela As the World Turns interpretando el papel de Maddie Coleman. También protagonizó la serie juvenil The Lying Game, original de ABC Family.

## Biografía
Alexandra Chando nació el 28 de julio de 1986. Se graduó en Liberty High School, Bethlehem, Pensylvania. Estaba estudiando en la Universidad de Manhattan cuando fue descubierta por los productores de As the World Turns. Durante el rodaje de Rockville, CA se mudó a California, pero actualmente vive en Nueva York de nuevo.

## Carrera
Unos pocos meses después de haber comenzado la grabación de As the World Tuurns, Alexandra protagonizó un episodio de la serie documental True Live de la cadena MTV: Im Getting My Big Breack. Su último episodio emitido de As the World Turns fue el 26 de octubre de 2007.
En 2008, Chando interpretó el papel de Debbie en la serie Rockville, CA, creada por Josh Schwartz (The O.C., Gossip Girl, Chuck). Fue emitida por TheWB.com durante la primavera del 2009.
El 23 de septiembre de 2009, Alexandra volvió a As the World Turns. El 14 de mayo de 2010 hizo una pequeña aparición como voluntaria de un grupo de activistas por los derechos animales en la popular serie Medium, emitida por la cadena CBS en Estados Unidos y por Cuatro en España.
Chando acudió a las audiciones para actuar junto a Robert Pattinson en la película Recuérdame, papel que finalmente consiguió Emilie de Ravin. También fue barajada como posible opción para interpretar a Elena Gilbert en la serie Crónicas Vampíricas, actualmente interpretado por Nina Dobrev, con la cual tiene un parecido más que sorprendente.
En octubre del 2010, fue fichada para el papel protagonista en la nueva serie de ABC Family, The Lying Game. Interpreta el papel de las gemelas Sutton Mercer y Emma Becker, separadas al nacer y que se reencuantran tras 17 años para descubrir la verdadera identidad de su madre biológica.
Chando interpreta a Danielle en la serie Talent, producida por Alloy Entertainment y basada en las novelas de Zoey Dean.

## Filmografía
| Año       | Título                   | Papel                     | Notas |
| --------- | ------------------------ | ------------------------- | --- |
| 2002      | House Blend              | Jenna Harper              | TV movie |
| 2005—2009 | As the World Turns       | Maddie Coleman            | 308 episodios                                                                                                 |
| 2006      | True Life                | Ella misma                | "I'm Getting My Breack" (temporada 8, episodio 11)                                                            |
| 2009      | Rockville, CA            | Debbie "Major Deb"        | 20 episodios                                                                                                  |
| 2009      | Sherri                   | Cab Passenger             | "Dating Dad" (temporada 1, episodio 6)                                                                        |
| 2010      | Medium                   | Melissa Treynet           | "Carne Muerta" (temporada 6, episodio 21)                                                                     |
| 2010      | Glory Daze               | Annabelle                 | "Hungry Like Teen Wolf" (temporada 1, episodio 3) "What's Love Got to Nude with It" (temporada 1, episodio 7) |
| 2011      | The Bleeding House       | Gloria                    | |
| 2011      | Talent: The Casting Call | Danielle Anderson         | |
| 2011—2013 | The Lying Game           | Emma Becker/Sutton Mercer | protagonista, serie de TV ABC Family                                                                          |
| 2014      | Castle                   | Mandy Sutton              | invitada 1 episodio, serie de TV                                                                              |
| 2015      | Hindsight                | Noelle                    | invitada 3 episodios, serie de TV                                                                             |
| 2016      | Outcast                  | Lisa Peyton               | invitada 1 episodio, serie de TV FX                                                                           |
| 2017      | The Vampire Diaries      | Tara                      | invitada 1 episodio, serie de TV The CW                                                                       |